# جان فرانسوا لي غراند
جان فرانسوا لي غراند (بالفرنسية: Jean-François Le Grand)‏ هو طبيب بيطري وسياسي فرنسي، ولد في 8 يونيو 1942 في فرنسا. حزبياً، نشط في التجمع من أجل الجمهورية والاتحاد من أجل حركة شعبية. وقد انتخب عضو مجلس الشيوخ الفرنسي وانتخب رئيس بلدية ‏ Lessay ‏ (1994 – 2008).